# Маса Ломбарда
 За други населени места Маса вижте Маса (пояснение).  
Ма̀са Ломба̀рда (на италиански: Massa Lombarda, на местен диалект la Màsa, ла Маса) е град и община в Северна Италия, провинция Равена, регион Емилия-Романя. Разположен е на 15 m надморска височина. Населението на града е 10 592 души (към 2011 г.).